# 사바 알살렘 스타디움
사바 알 살렘 경기장(아랍어: ملعب صباح السارم, 영어: Sabah Al Salem Stadium)은 쿠웨이트 쿠웨이트시티에 있는 다목적 경기장이다. 1980년 AFC 아시안컵의 경기장으로 사용되었으며, 현재는 주로 알아라비 SC 축구 경기에 사용된다. 경기장에는 15,000명을 수용할 수 있다.